# Peter Nölle
Peter Konstantin Alfred Nölle (* 21. Februar 1936 in Berlin; † 14. Februar 2025 ebenda) war ein deutscher Tonmeister.

## Leben
Peter Nölle absolvierte seine Tonmeisterausbildung in der DDR. Die längste Zeit in seinem Beruf war er im Berliner Funkhaus Nalepastraße bei den dort ansässigen Hörfunksendern des Rundfunks der DDR tätig. Von 1972 bis 1989 war er außerdem als Tonmeister verantwortlich für die Fernsehsendung des Deutschen Fernsehfunks Ein Kessel Buntes.
Des Weiteren betreute er viele DDR-Künstler, unter anderem Petra Kusch-Lück und Reinhard Lakomy, bei ihren Musikproduktionen und Auftritten sowie im Rahmen der Förderung der DDR von jungen Talenten auch die Gruppe Keimzeit.
Bei der DEFA-Produktion Die alte neue Welt war er ebenfalls Tonmeister.
Nach der politischen Wende hatte Peter Nölle eine Lehrtätigkeit an der damals zur Fachhochschule Oldenburg/Ostfriesland/Wilhelmshaven gehörenden, heutigen Hochschule Emden/Leer, inne.
Die Urnenbeisetzung fand am 31. März 2025 auf dem Waldfriedhof Oberschöneweide statt.